# Platygaster pauliani
Platygaster pauliani är en stekelart som beskrevs av Jean Risbec 1953. Platygaster pauliani ingår i släktet Platygaster och familjen gallmyggesteklar. Inga underarter finns listade i Catalogue of Life.